# Regionalismo manchego

Primera versión de la bandera de La Mancha, de 1906, con los respectivos escudos provinciales en cada cuartel.

El regionalismo manchego o mancheguismo nació en La Mancha como una corriente política monárquica dentro de España en el siglo XIX.

## El mancheguismo decimonónico
El primer intento de constituir una realidad jurídica propia y diferenciada está relacionada con el minoritario movimiento federalista. En plena efervescencia política causada por la Gloriosa Revolución, en septiembre de 1869, los delegados del Partido Republicano Federal de las provincias de Albacete, Ciudad Real y Cuenca, entre los que estaban destacados líderes locales del federalismo como José María Villamar (Alcázar de San Juan) o Juan Molero (Ciudad Real), firman en Alcázar de San Juan el Pacto Federal Manchego. Sin embargo, los representantes del federalismo de estas provincias, junto con los de Madrid y Guadalajara, habían firmado en junio del mismo año el Pacto Federal Castellano, mostrando la dualidad que ha existido entre este regionalismo y el castellanismo.
La fórmula federal volvió a reactivarse con motivo de la proclamación de la Primera República, momento en el que los cuadros republicanos se pusieron a trabajar para organizar sus bases y trabajar en pos de la consolidación del nuevo sistema. Así consta la reunión que con tales fines tuvieron algunos miembros de la Junta Federal a principios de marzo de 1873. Entonces decidieron formar una suerte de comisión permanente con residencia en Alcázar de San Juan. El brusco fin de la Primera República acabó con las propuestas federalistas.

## El mancheguismo en elsigloXX

Bandera orlada de La Mancha, con el escudo real de Alfonso XIII, de 1919

Otro hito del mancheguismo regionalista monárquico fue la constitución en Madrid del Centro Regional Manchego en 1906 y entre sus aspiraciones estaba la de «fomentar los lazos de solidaridad entre las cuatro provincias de Albacete, Ciudad Real, Cuenca y Toledo». En sus listas figuraban como protecores Santiago Prado, Federico Ochando y Chumillas, Francisco Aguilera y Egea, Ramón García-Noblejas, Ramón Melgarejo —marqués de Salinas—, Francisco Martínez Contreras, Oliverio Martínez y Mier, Andrés Pastor, Lorenzo Carrión, Federico Álvarez, Santiago Sandoval —obispo prior de Ciudad Real—, Antonio Hurtado de Mendoza, Juan Miguel Ortega, Baldomero Martínez de Tejada, Trinidad González, Luis Belinchón, José Sandoval, Carlos Risueño, Jesús Casanova, Alfonso Muñoz y González-Dueñas —V conde de Retamoso—, Antonio Ramírez, Enrique Gosálvez, Jesús María y José Sáiz y Álvarez de Toledo —V conde de Cervera—, Gumersindo Díaz Cordovés, José Fernández Nieto, Emilio Carrasco, Rafael Muñoz, Zacarías Rodríguez González, Mariano de Silva-Bazán y Carvajal-Vargas —XIII marqués de Santa Cruz—, Alfonso González y José Martínez Acacio y Enríquez de Navarra. Para ello, el Centro emprendió una campaña por diversas poblaciones de las cuatro provincias intentando conseguir adhesiones a la idea. Incluso creó una bandera representativa de la región y un himno dedicado a ella. 

Bandera manchega que sustituye el escudo de Alfonso XIII por una estrella dorada como simplificación.

Años después, tras la aprobación del Decreto de Mancomunidades Provinciales, se empezó a hablar de la creación de una Mancomunidad Manchega. Una reunión celebrada en Valdepeñas en 1914 rechazaba la idea de que las cuatro provincias en las que se reparte La Mancha se sumaran a la posible mancomunidad castellana y se apoyaba la formación de otra manchega. En 1919, en una asamblea de la Juventud Central Manchega que tuvo lugar en Madrid, se acordó pedir a las diputaciones provinciales de Ciudad Real y Cuenca que «desecharan cualquier inteligencia con Castilla y que, por el contrario, se pusiesen de acuerdo con su hermana la de Albacete para llevar a efecto una Mancomunidad Manchega, formando una región político administrativa con carácter propio».
El mancheguismo fue una cuestión que estuvo presente, con mayor o menor intensidad, hasta la dictadura de Primo de Rivera. Las proclamas regionalistas continuaron durante los primeros meses de la dictadura de Primo de Rivera. Poco después del pronunciamiento de Primo de Rivera un periódico de Valdepeñas publicaba un artículo en el que se presentaba una «nueva división territorial de España».  
Durante la dictadura franquista existieron organismos que incluían a las provincias manchegas, como el Consejo Económico Sindical Interprovincial de La Mancha (1962). 
Durante la transición española hubo diferentes asociaciones mancheguistas, como el ya mencionado Movimiento Popular Manchego, que en su afán de intentar que las provincias de Cuenca, Ciudad Real y Albacete formaran una autonomía manchega mantuvieron contactos con otras agrupaciones regionalistas como Comunidad Castellana. No obstante, paralelamente a esto surgieron también iniciativas para crear una comunidad autónoma integrada por las provincias de Castilla La Nueva y la provincia de Albacete que recibiría el nombre de Castilla Sur; los principales defensores de este prototipo de autonomía serían castellanistas como Juan Pablo Mañueco y partidos como el PANCAL. Sin embargo, la decisiva oposición de Antonio Fernández-Galiano —que a la postre sería elegido presidente preautonómico— a que Madrid formara parte de la nueva comunidad para atajar el riesgo de que fagocitara las comunidades y provincias limítrofes dio lugar a la actual Castilla-La Mancha.